# Bach (Tirol)
Bach is een gemeente in de Außerfern, in het district Reutte in de Oostenrijkse deelstaat Tirol. Het bestaat uit de dorpsdelen Kraichen, Sulzlbach, Schönau, Stockach, Winkl, Unterbach, Oberbach, Benglerwald, Seesumpf, Klapf en Bichl.
Bach ligt in het bovenste deel van het Lechtal. Het dorp werd reeds in 1427 in een oorkonde vermeld. De met fresco's versierde huizen herinneren aan de vroegere seizoensarbeiders die vanuit het Lechtal naar het buitenland trokken.
Bach is het uitgantspunt voor bergwandelingen in het Madauntal, het Sulztal en via een lift naar de 2226 meter hoge Jöchlspitze. Anselm Klotz uit het dorpsdeel Stockach bedwong in 1875 als eerste mens vanuit het Lechtal de 3036 meter hoge Parseierspitze.
Bach is gericht op zowel het winter- als het zomertoerisme. Bovendien is een groot deel van de inwoners werkzaam buiten de gemeentegrenzen.

## Beelden van Bach

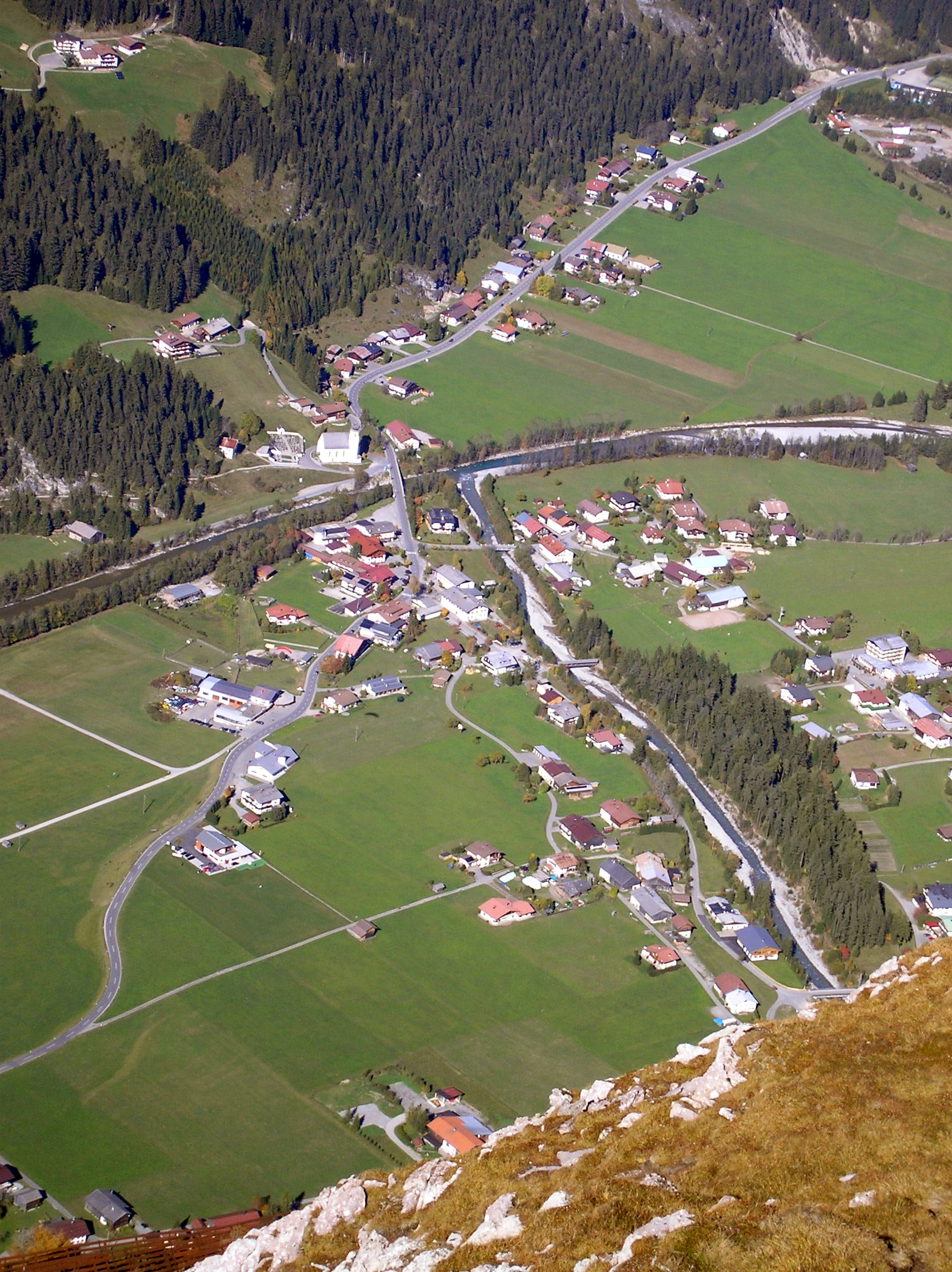
Blik op Bach in de Lechtal (Tirol)
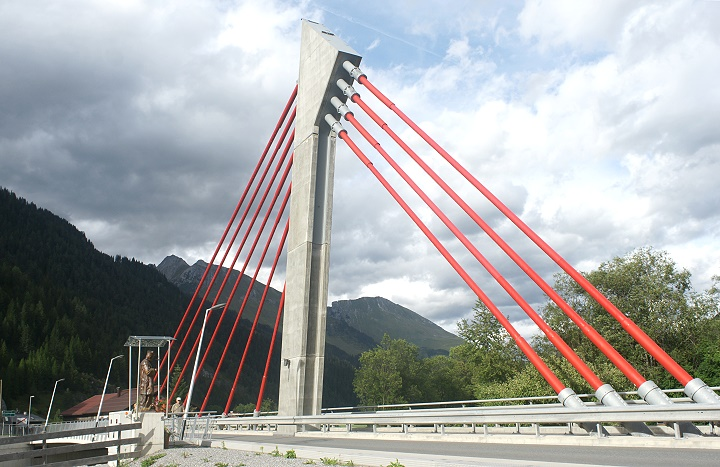
Lechbrug (Bach Brug op de Lech)
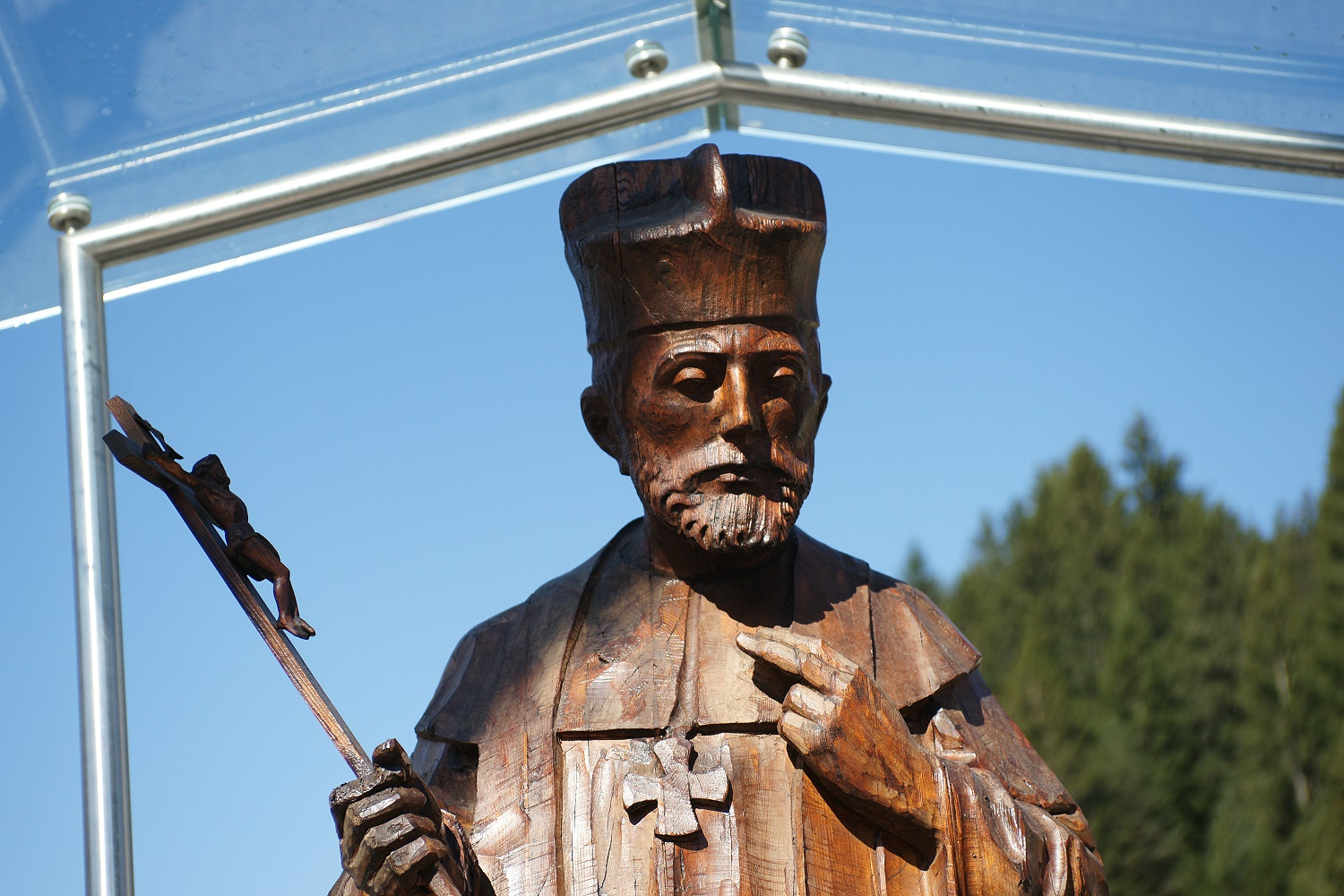
Heilige Nepomuk op de Lechbrug
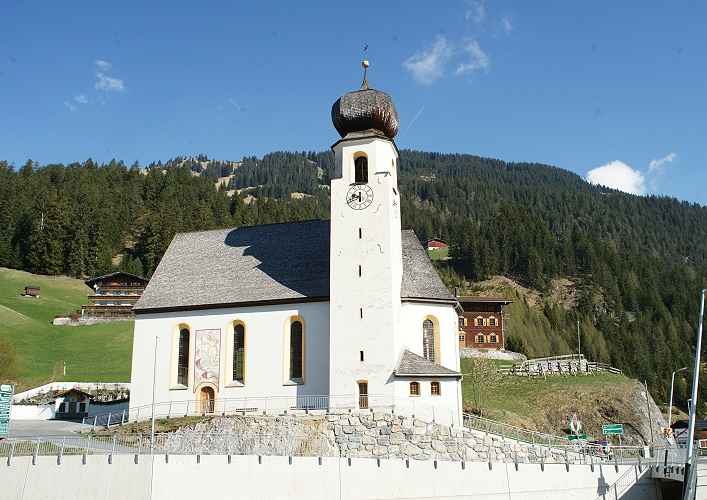
Kerk van Bach
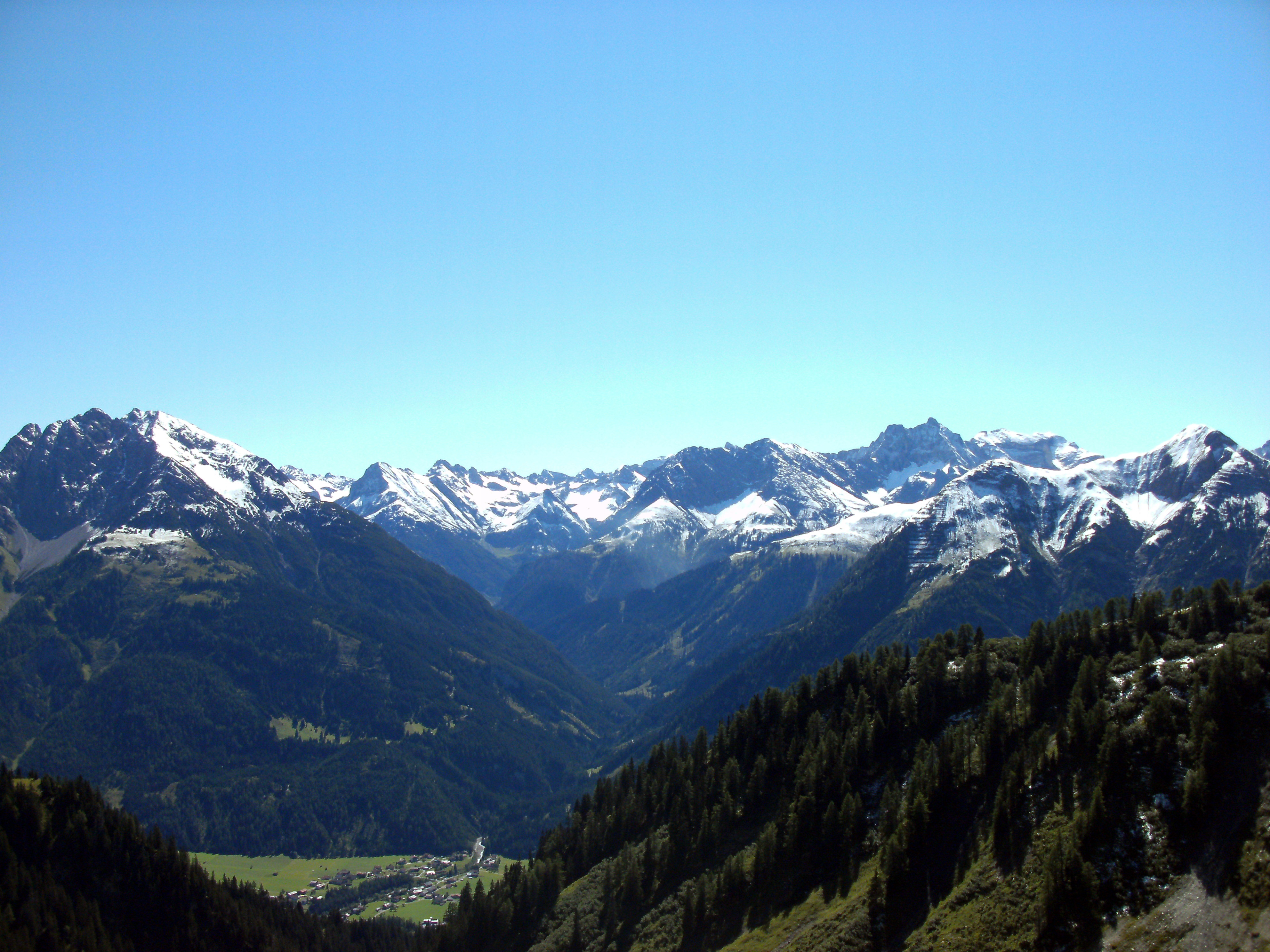
Panoramaweg van Bach
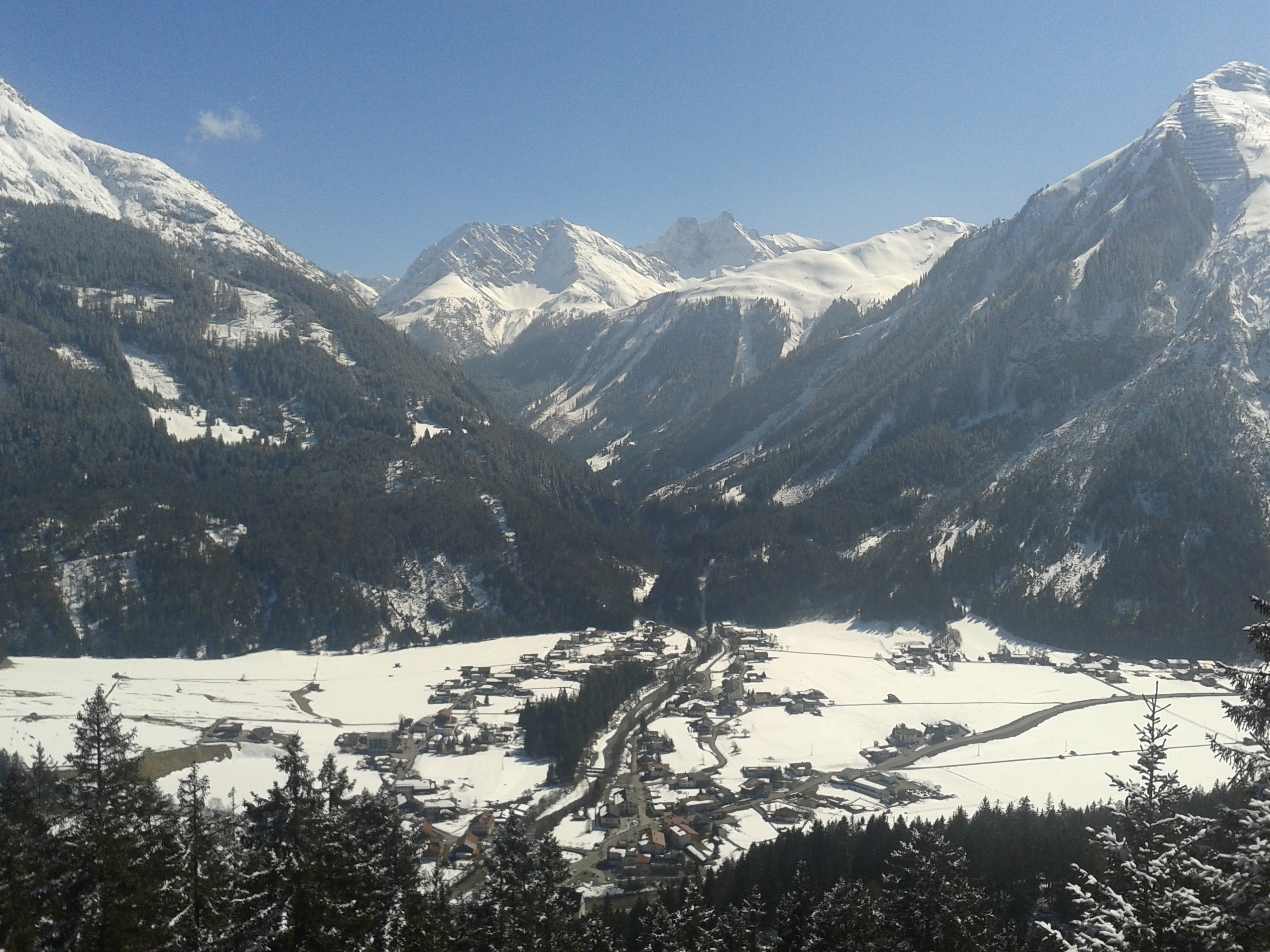
Blik van Bach en op de Lechtaler Alpen
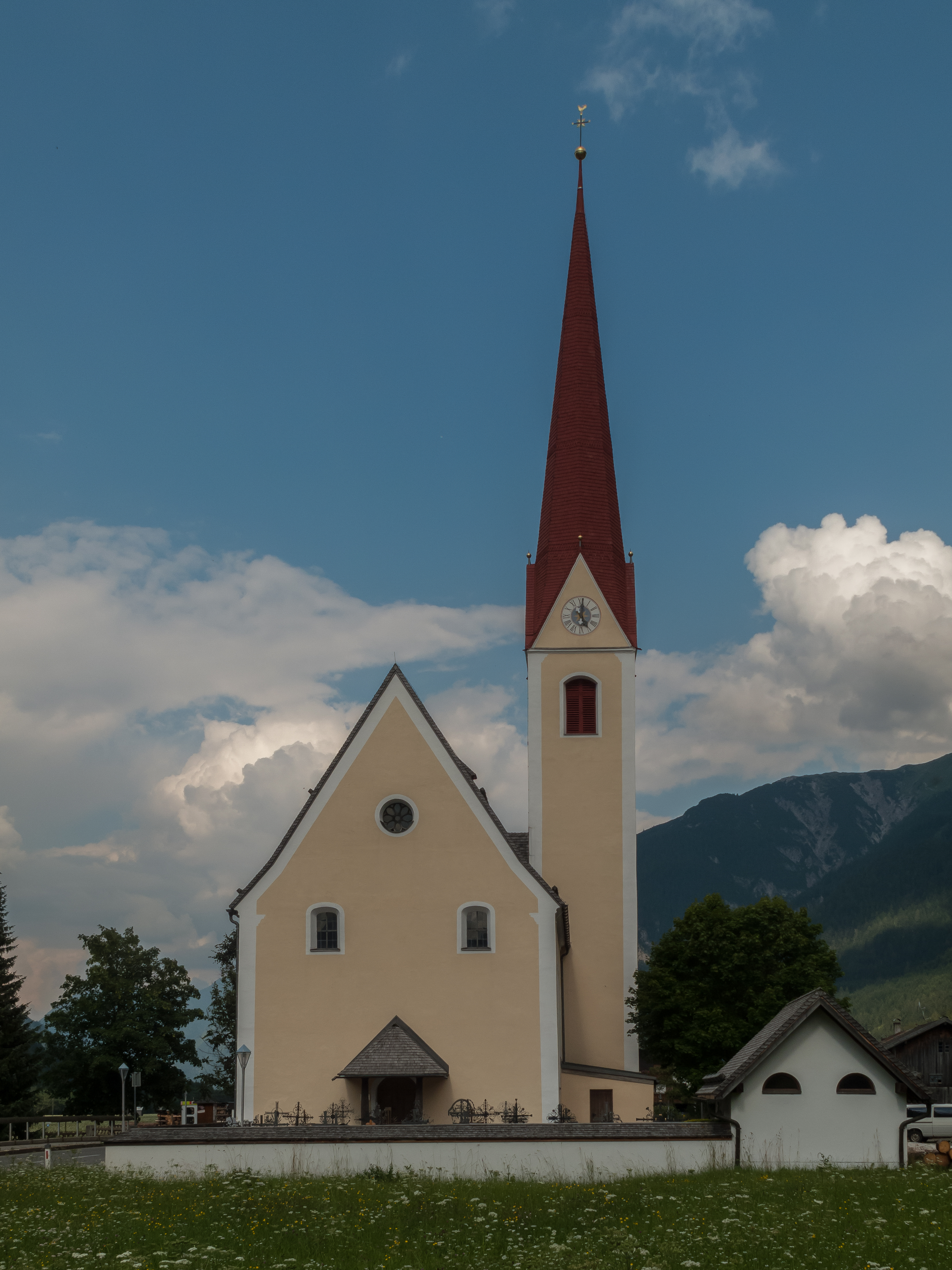
Kerk in Stockach
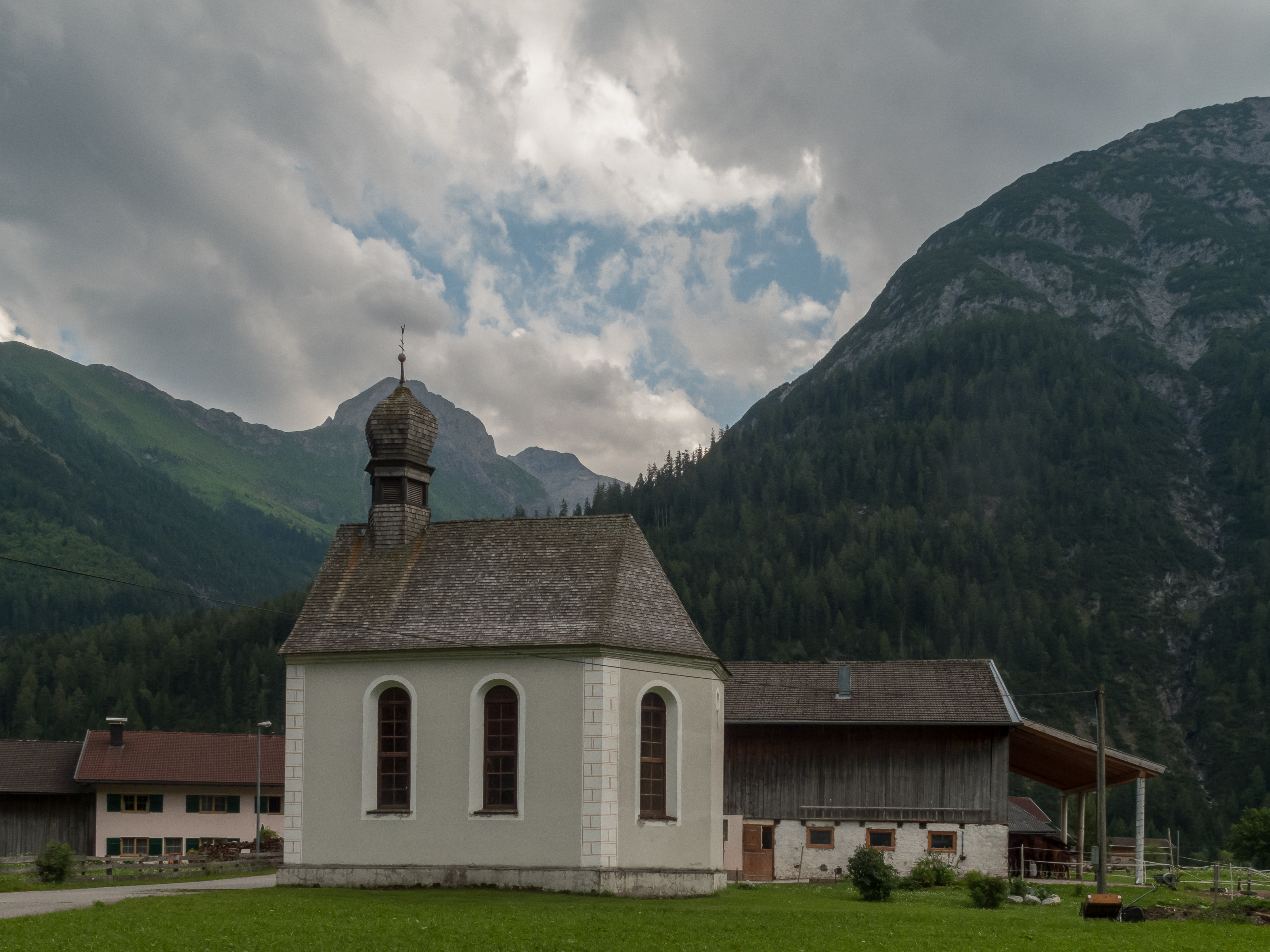
kapel in Schönau